# Maxmonument

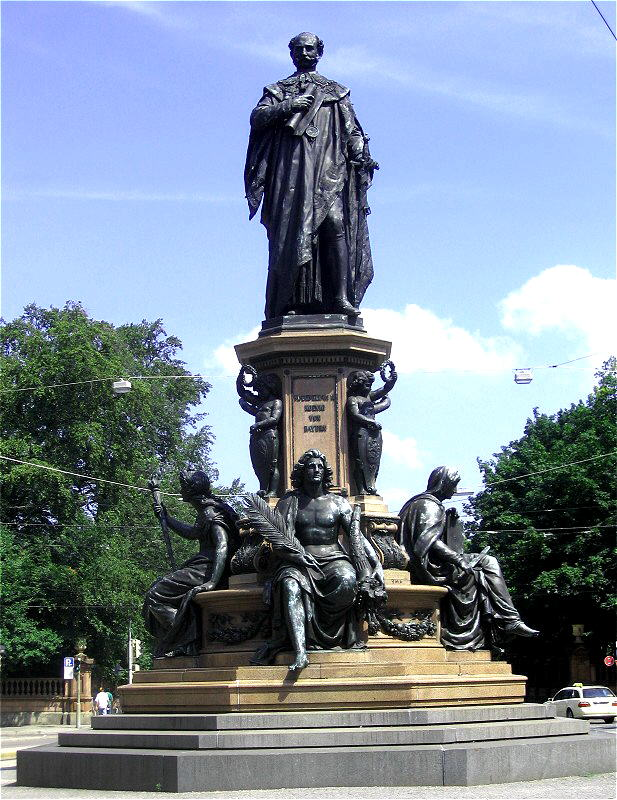
Maxmonument (2006)

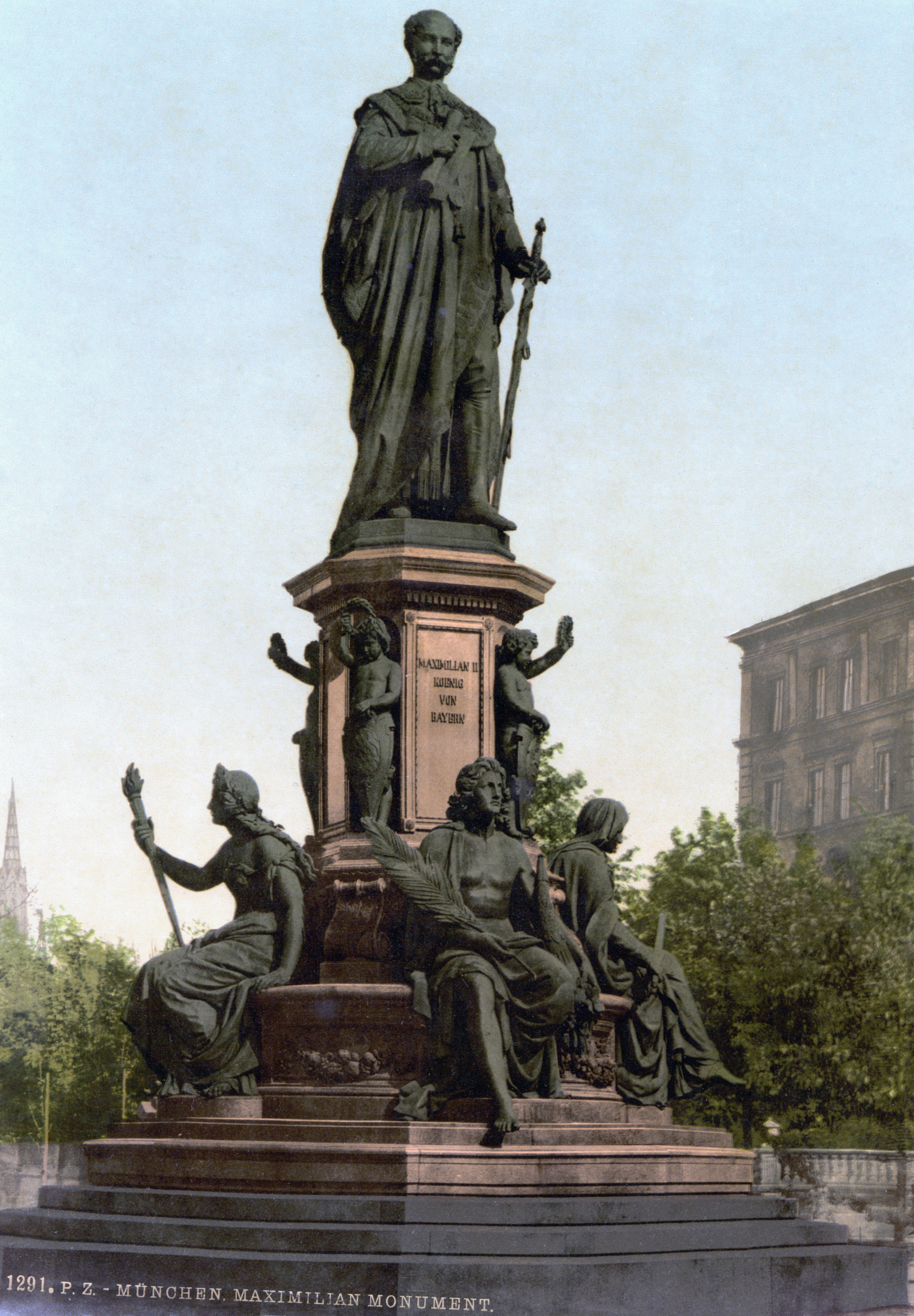
Maxmonument um 1900

Das Maxmonument in München, auch Max-II-Denkmal genannt, ist ein großes Denkmal zu Ehren des bayerischen Königs Maximilian II. Es steht auf einer Verkehrsinsel in der Maximilianstraße im Stadtteil Lehel.

## Geschichte
Im Jahr nach dem Tod Maximilians wurde ein Wettbewerb für ein Denkmal zu seinen Ehren ausgeschrieben, zu errichten in der Maximilianstraße, die während seiner Herrschaft angelegt worden war. Der in Westfalen geborene Bildhauer Kaspar von Zumbusch ging 1865 als Sieger hervor. Den Bronzeguss führte Ferdinand von Miller aus; allein die Hauptfigur wiegt fast fünf Tonnen. Am 12. Oktober 1875 wurde das Denkmal enthüllt. Heute steht es unter Denkmalschutz.

## Postament und Figuren
Auf drei Stufen aus dunkelgrauem Granitsyenit ruht der Sockel aus rötlichem Meißner Granit. In fünf Metern Höhe steht die ebenfalls etwa fünf Meter große bronzene Hauptfigur; der König ist im Krönungsornat dargestellt, den Blick nach Westen, in der rechten Hand hält er die Verfassungsurkunde, seine linke Hand ist auf ein Schwert gestützt. Vier sitzende Figuren auf dem unteren Teil des Postaments sind allegorische Darstellungen von vier Herrschertugenden. Ein junger Mann mit Palmzweig und Füllhorn symbolisiert Friedensliebe, eine Frau mit Buch und Schwert Gerechtigkeit; Stärke ist dargestellt durch einen Mann mit Helm, Schwert und Löwen, Weisheit durch eine Frau mit Fackel. Putten zu Füßen Maximilians halten Schilde mit den Wappen der Landesteile Altbayern, Pfalz, Franken und Schwaben.

## Allegorien der Herrschertugenden

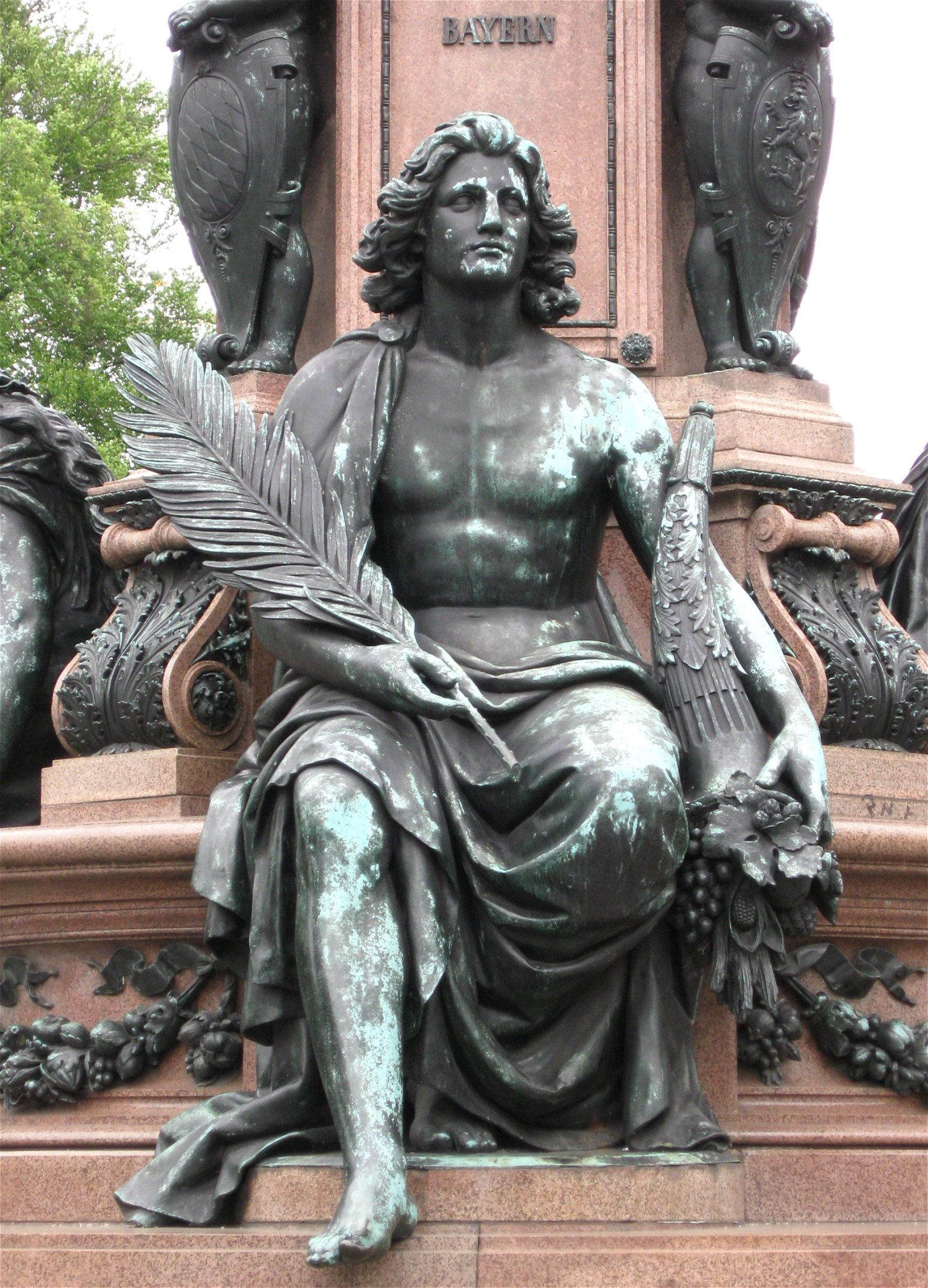
Friedensliebe
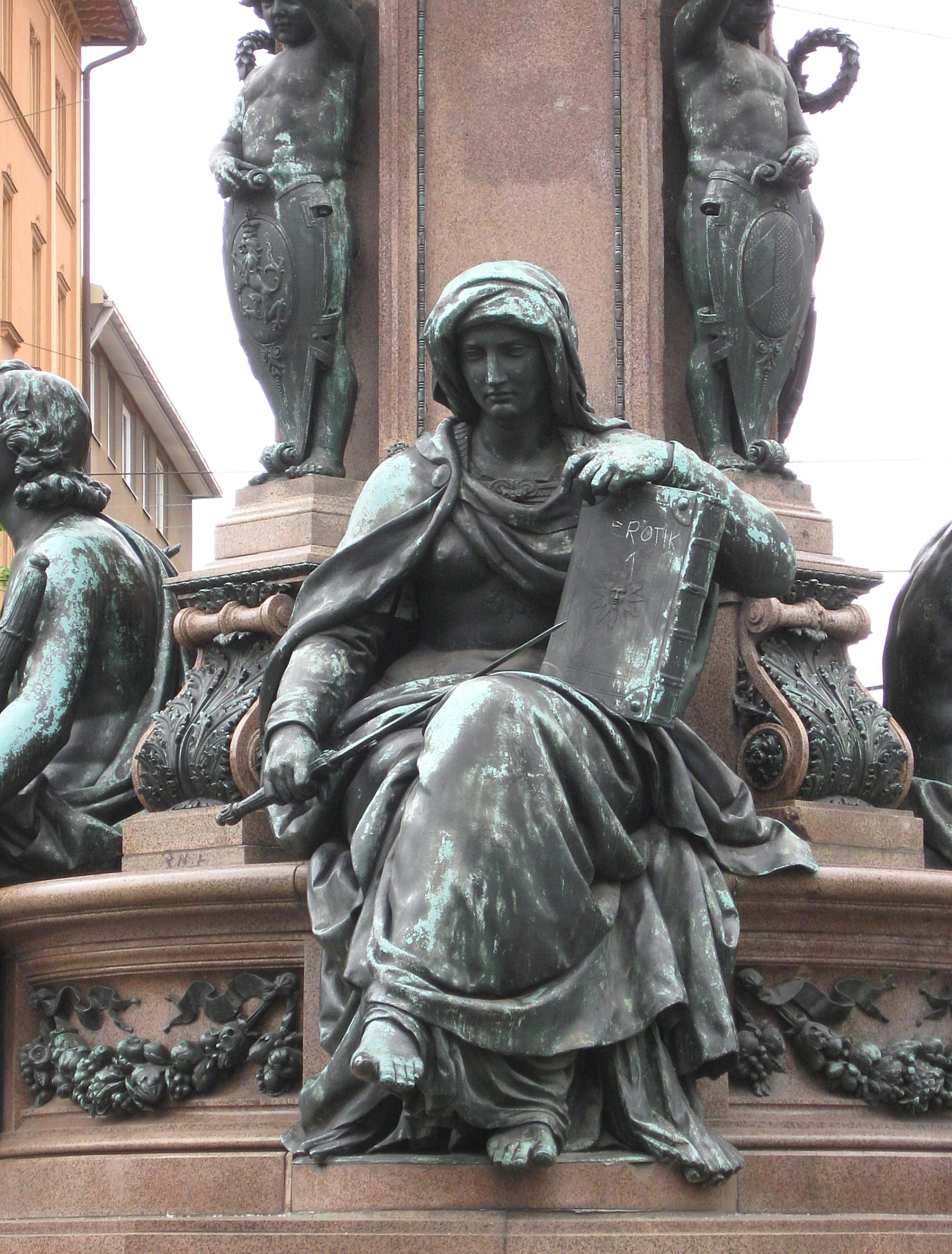
Gerechtigkeit
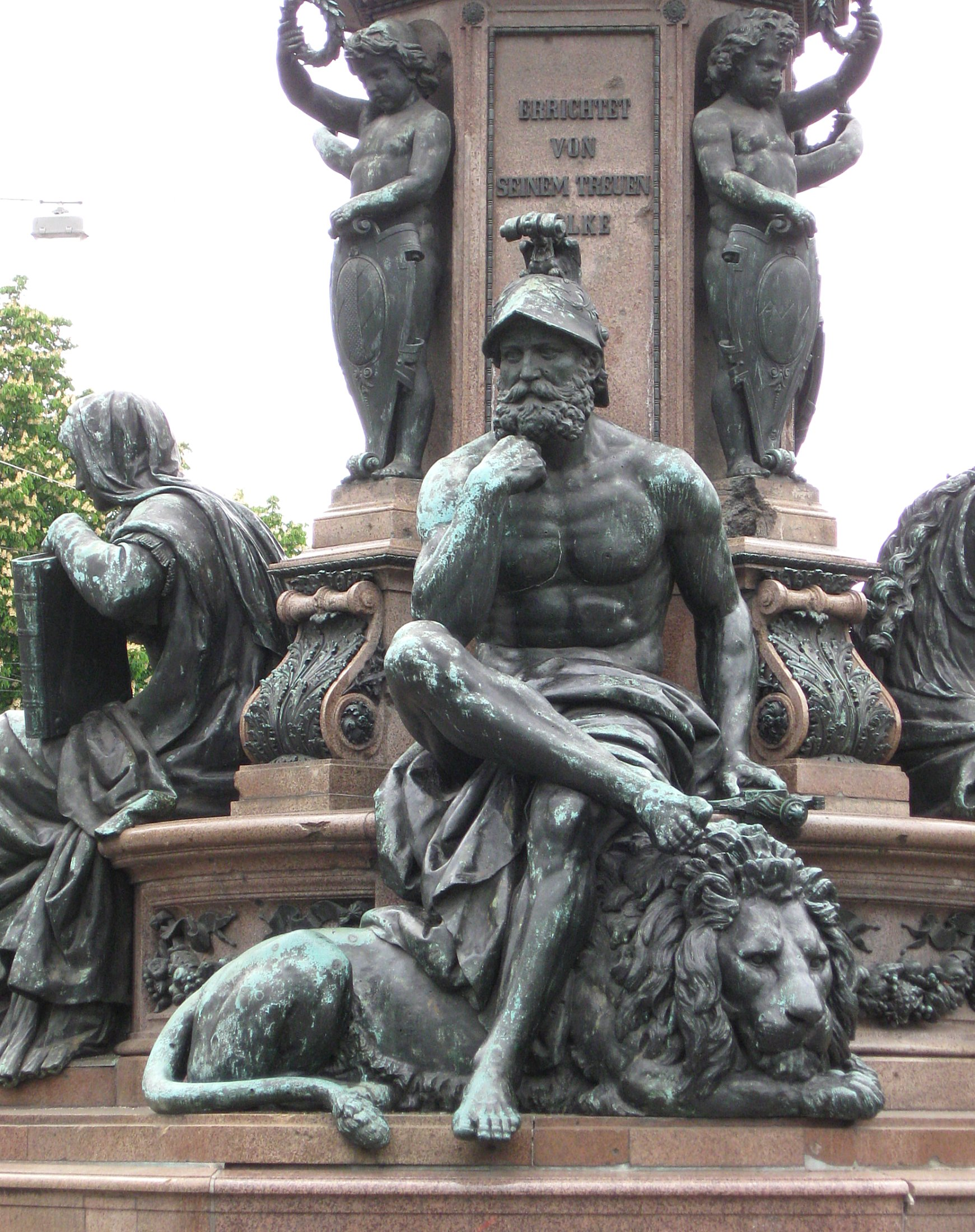
Stärke
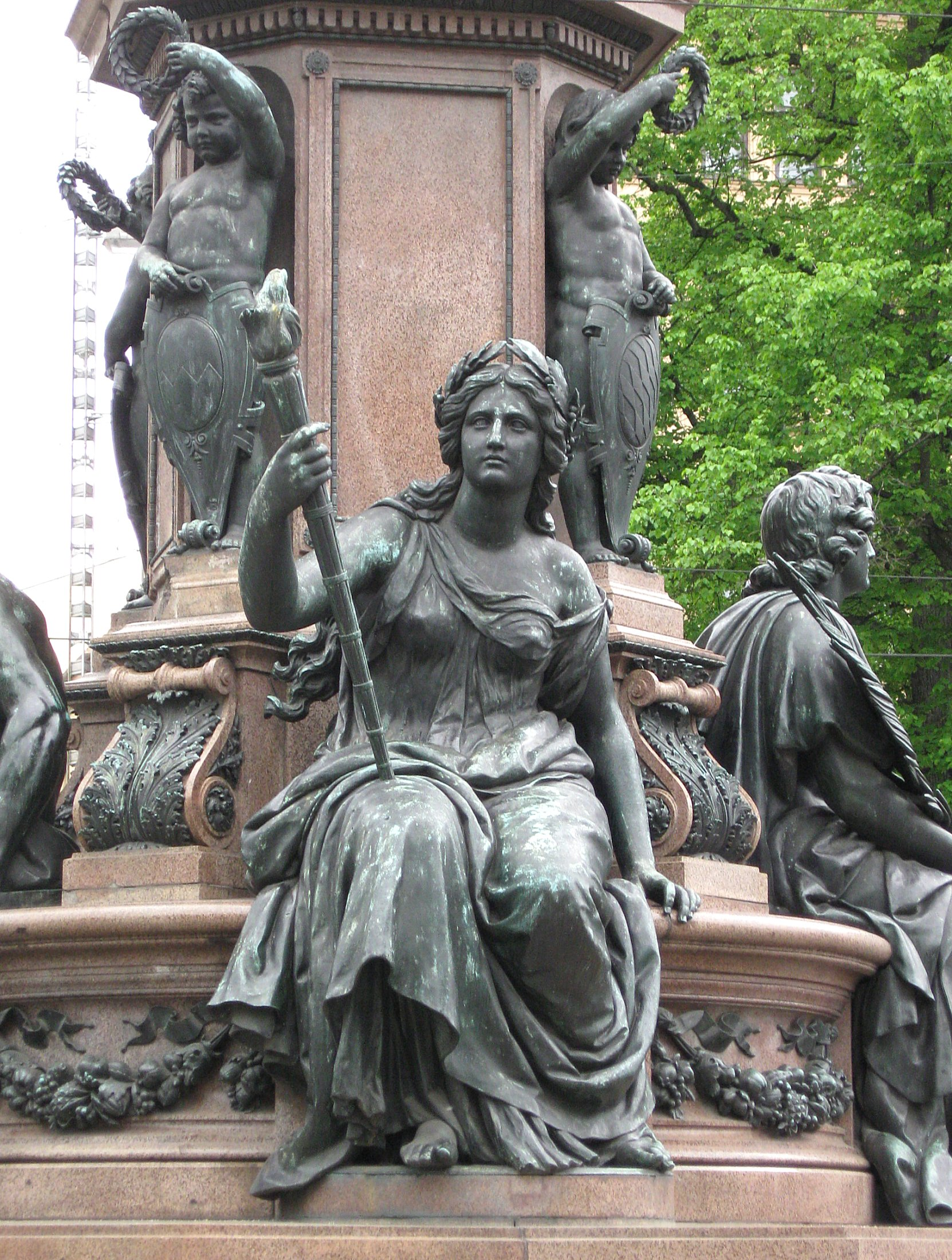
Weisheit

## Putti mit Wappen der Landesteile

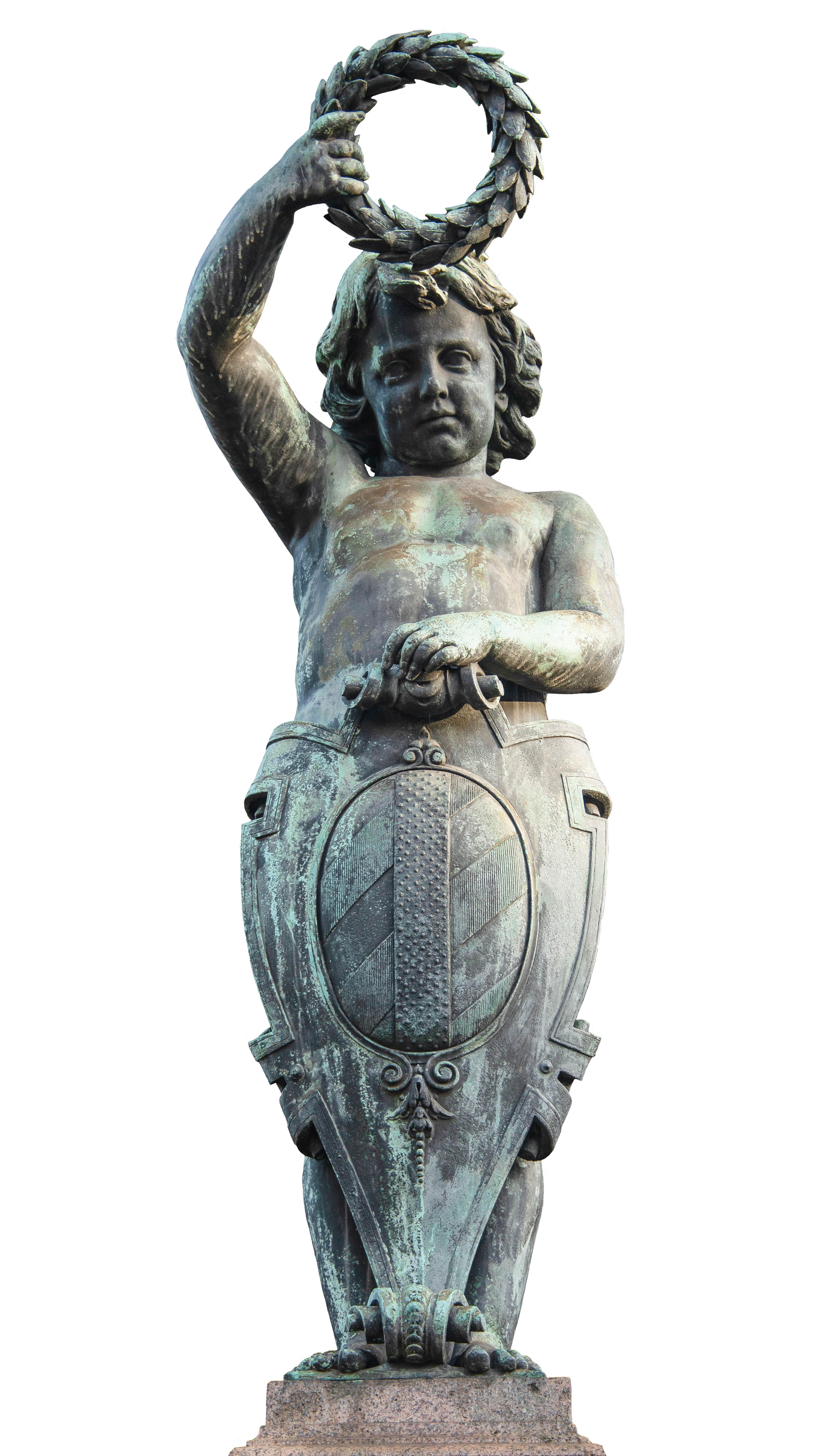
Schwaben
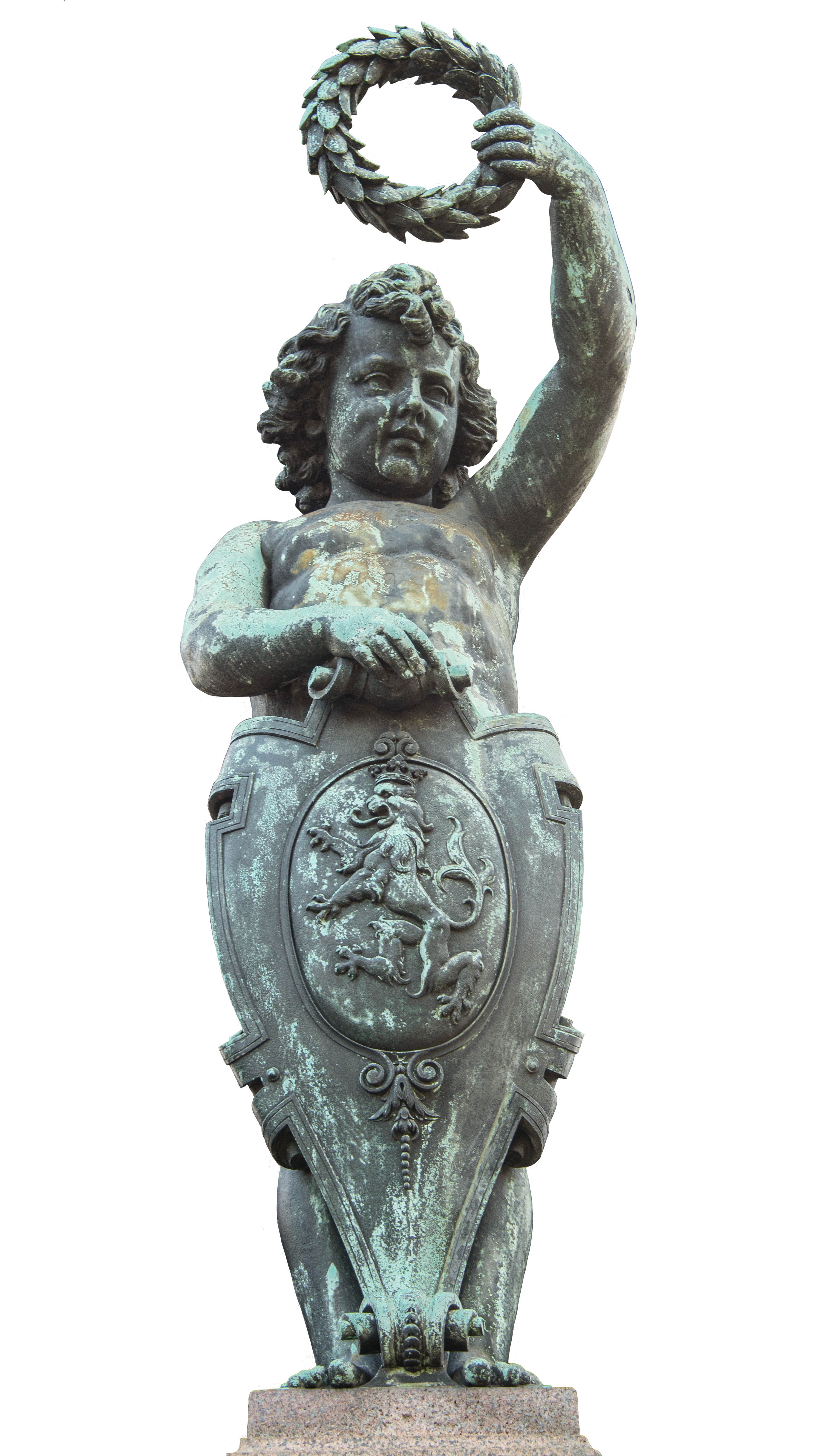
Pfalz
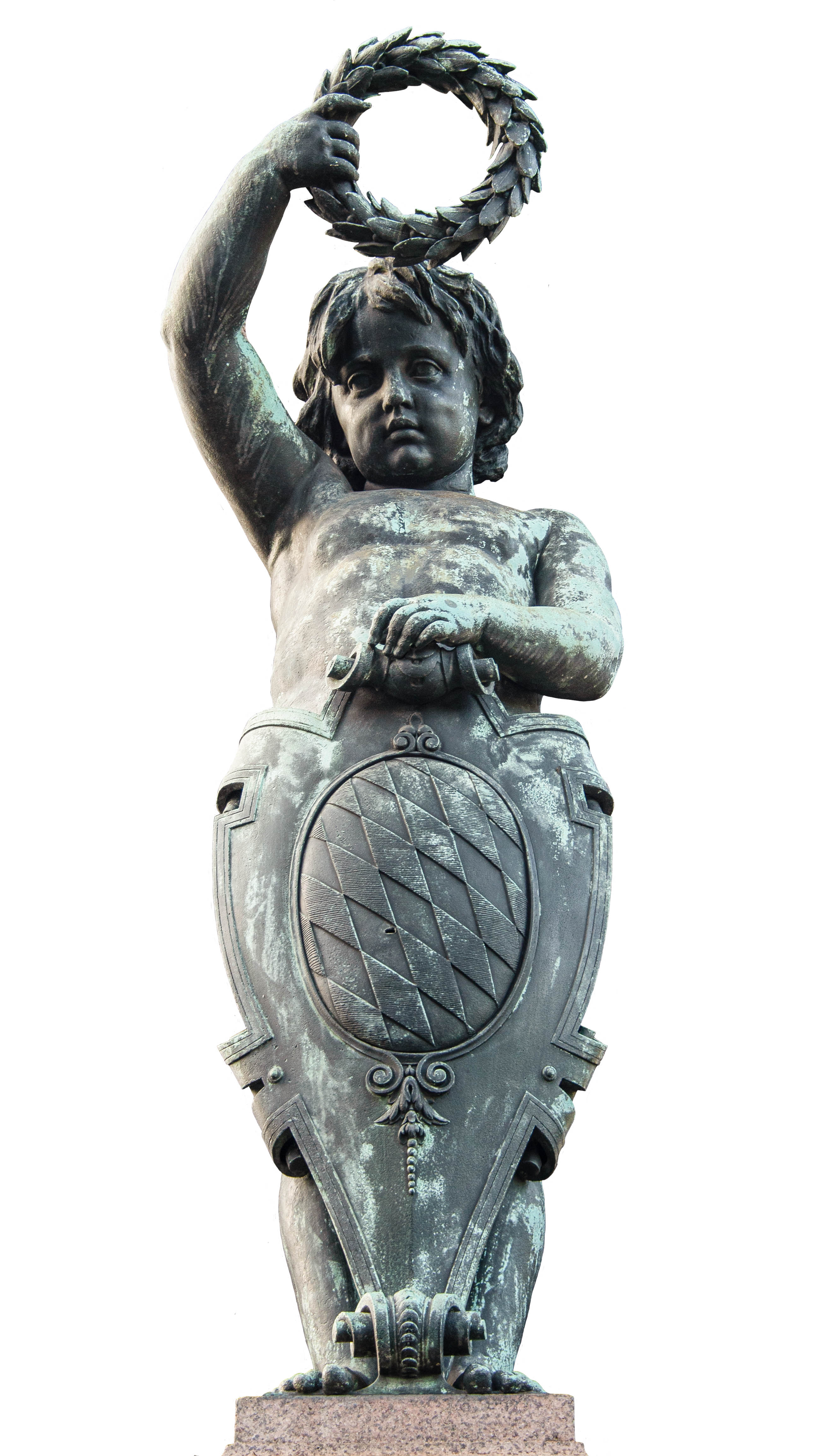
Altbayern
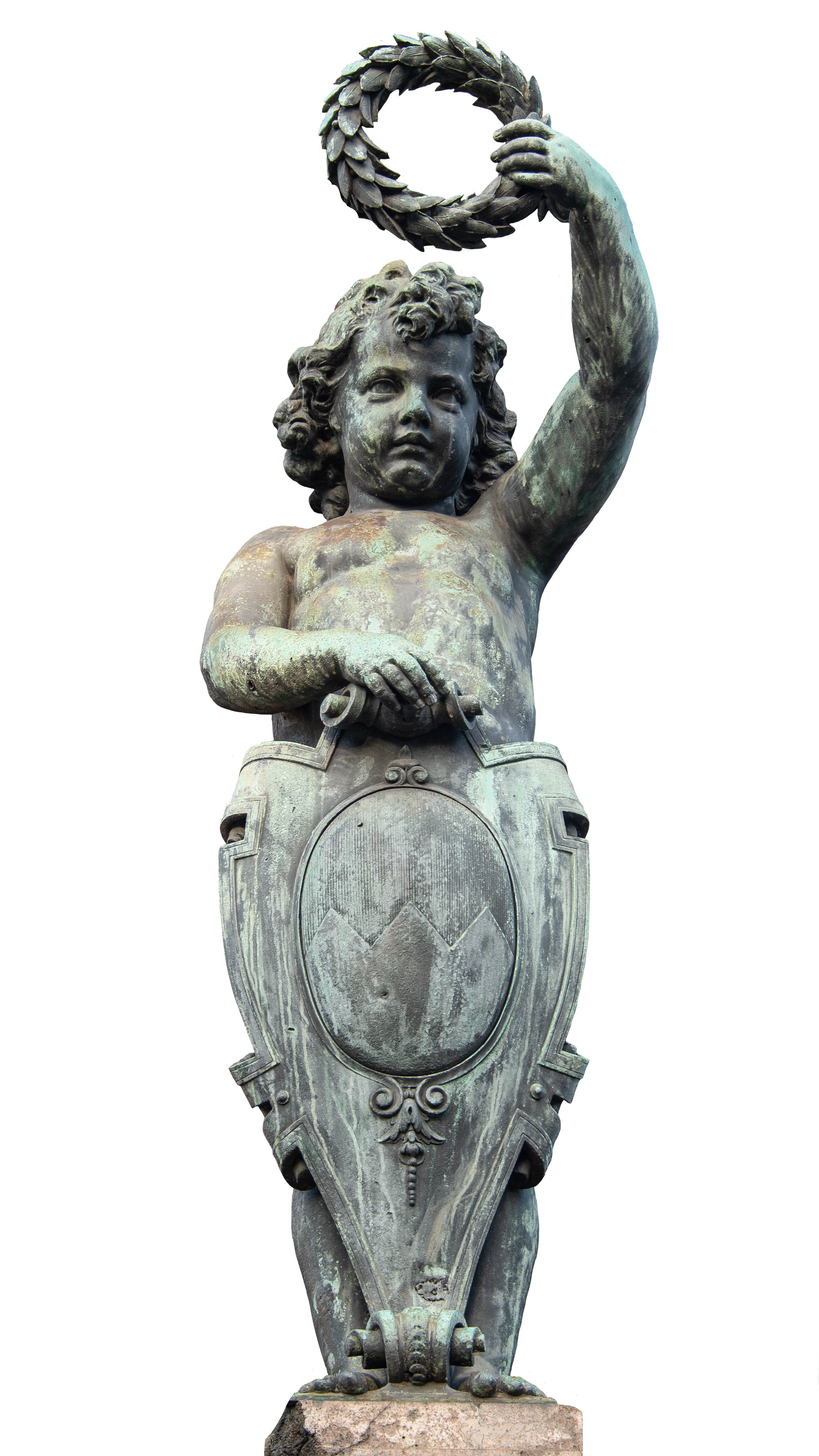
Franken

## Inschriften
Auf der Vorderseite des Sockels steht „Maximilian II Koenig von Bayern“, auf der Rückseite „Errichtet von seinem treuen Volke“.